# HD 187085
HD 187085 ist ein etwa 140 Lichtjahre von der Erde entfernter Hauptreihenstern der Spektralklasse G0 im Sternbild Schütze. Er besitzt eine scheinbare Helligkeit von 7,2 mag. Im Jahre 2006 entdeckte Hugh R. A. Jones einen extrasolaren Planeten, der diesen Stern umkreist. 
Dieser trägt den Namen HD 187085 b.